# 莫威阿夸 (伊利諾伊州)
莫威阿夸（英語：Moweaqua）是位於美國伊利諾伊州克里斯蒂安縣和謝爾比縣的一個村落。

## 地理
莫威阿夸的座標為39°37′31″N 89°01′04″W / 39.62528°N 89.01778°W，而該地最高點為海拔高度192米（即630英尺）。

## 人口
根據2010年美國人口普查的數據，莫威阿夸的面積為4.56平方千米，當中陸地面積為4.56平方千米，而水域面積為0.00平方千米。當地共有人口1831人，而人口密度為每平方千米401人。